# Danh sách đảo theo diện tích
Danh sách các đảo theo diện tích hay chính xác là liệt kê các đảo trên thế giới và sắp xếp theo thứ tự độ lớn về diện tích giảm dần.

## Đảo có diện tích trên250.000km2(97.000dặmvuôngAnh)
| Hạng | Tên        | Diện tích (km²) | Diện tích (mi²) | Quốc gia |
| ---- | ---------- | --------------- | --------------- | --- |
| 1    | Greenland* | 2.130.800       | 822.706         | Quốc gia cấu thành Greenland của Vương quốc Đan Mạch                                                                                   |
| 2    | New Guinea | 785.753         | 303.381         | Indonesia (Papua và Tây Papua) và Papua New Guinea                                                                                     |
| 3    | Borneo     | 748.168         | 288.869         | Brunei. Indonesia (Trung Kalimantan, Đông Kalimantan, Bắc Kalimantan, Nam Kalimantan và Tây Kalimantan) và Malaysia (Sabah và Sarawak) |
| 4    | Madagascar | 587.713         | 226.917         | Madagascar |
| 5    | Đảo Baffin | 507.451         | 195.928         | Canada (Nunavut) |
| 6    | Sumatra    | 473.481         | 184.954         | Indonesia (Aceh, Bengkulu, Jambi, Lampung, Riau và Bắc Sumatera, Nam Sumatera và Tây Sumatera)                                         |

* Người ta cho rằng bên dưới lớp băng bao phủ Greenland có thể là ba hòn đảo riêng biệt.

## Đảo có diện tích từ100.000–250.000km2(39.000–97.000dặmvuôngAnh)
| Hạng | Tên                 | Diện tích (km²) | Diện tích (sq mi) | Quốc gia |
| ---- | ------------------- | --------------- | ----------------- | --- |
| 7    | Honshu              | 225.800         | 87.182            | Nhật Bản (Chūbu, Chūgoku, Kinki, Kantō và Tōhoku)                                                                          |
| 8    | Đảo Victoria        | 217.291         | 83.897            | Canada (Các Lãnh thổ Tây Bắc và Nunavut)                                                                                   |
| 9    | Đảo Anh             | 209.331         | 80.823            | Anh Quốc (Anh, Scotland và Wales)                                                                                          |
| 10   | Đảo Ellesmere       | 196.236         | 75.767            | Canada (Nunavut) |
| 11   | Sulawesi            | 180.681         | 69.761            | Indonesia (Gorontalo và Trung Sulawesi, Bắc Sulawesi, Nam Sulawesi, Đông Nam Sulawesi và Tây Sulawesi)                     |
| 12   | Đảo Nam             | 145.836         | 56.308            | New Zealand |
| 13   | Java                | 138.794         | 53.589            | Indonesia (Banten, Jakarta, Yogyakarta và Trung Java, Đông Java và Tây Java)                                               |
| 14   | Đảo Bắc             | 111.583         | 43.082            | New Zealand |
| 15   | Luzon               | 109.965         | 42.458            | Philippines (Bicol, Thung lũng Cagayan, CALABARZON, Trung Luzon, Vùng Hành chính Cordillera, Ilocos và Vùng đô thị Manila) |
| 16   | Newfoundland        | 108.860         | 42.031            | Canada (Newfoundland và Labrador)                                                                                          |
| 17   | Cuba (đảo chính)    | 104.556         | 40.369            | Cuba |
| 18   | Iceland (đảo chính) | 101.826         | 39.315            | Iceland |

## Đảo có diện tích từ20.000–100.000km2(7.700–38.600dặmvuôngAnh)
| Hạng | Tên                               | Diện tích (km²) | Diện tích (sq mi) | Quốc gia |
| ---- | --------------------------------- | --------------- | ----------------- | --- |
| 19   | Mindanao                          | 97.530          | 36.657            | Philippines (Caraga, Vùng Davao, Khu tự trị Hồi giáo Mindanao, Bắc Mindanao, SOCCSKSARGEN và Bán đảo Zamboanga) |
| 20   | Đảo Ireland                       | 84.421          | 32.595            | Ireland và United Kingdom (Bắc Ireland)                                                                         |
| 21   | Hokkaidō                          | 78.719          | 30.394            | Nhật Bản (Hokkaidō)                                                                                             |
| 22   | Hispaniola                        | 73.929          | 28.544            | Cộng hòa Dominica và Haiti                                                                                      |
| 23   | Sakhalin                          | 72.493          | 27.989            | Nga (Sakhalin)                                                                                                  |
| 24   | Đảo Banks                         | 70.028          | 27.038            | Canada (Các Lãnh thổ Tây Bắc)                                                                                   |
| 25   | Sri Lanka                         | 65.268          | 25.200            | Sri Lanka |
| 26   | Tasmania                          | 65.022          | 25.105            | Úc (Tasmania)                                                                                                   |
| 27   | Devon                             | 55.247          | 21.331            | Canada (Nunavut) (đảo không người ở lớn nhất thế giới)                                                          |
| 28   | Alexander                         | 49.070          | 18.946            | không (thuộc vùng Argentina (một phần), Chile và Anh Quốc tuyên bố chủ quyền tại Nam Cực)                       |
| 29   | Tierra del Fuego (đảo chính)      | 47.401          | 18.302            | Argentina (Tierra del Fuego) và Chile (Tierra del Fuego)                                                        |
| 30   | Severny (Novaya Zemlya, Bắc)      | 47.079          | 18.177            | Nga (Arkhangelsk)                                                                                               |
| 31   | Berkner                           | 43.873          | 16.939            | không (thuộc vùng Argentina. Chile (một phần) và Anh Quốc tuyên bố chủ quyển tại châu Nam Cực)                  |
| 32   | Axel Heiberg                      | 43.178          | 16.671            | Canada (Nunavut)                                                                                                |
| 33   | Melville                          | 42.149          | 16.274            | Canada (Các Lãnh thổ Tây Bắc và Nunavut)                                                                        |
| 34   | Southampton                       | 41.214          | 15.913            | Canada (Nunavut)                                                                                                |
| 35   | Marajó                            | 40.100          | 15.483            | Brasil (Pará)                                                                                                   |
| 36   | Spitsbergen                       | 37.814          | 14.600            | Na Uy (Svalbard)                                                                                                |
| 37   | Kyūshū                            | 37.437          | 14.455            | Nhật Bản (Kyūshū)                                                                                               |
| 38   | Đài Loan                          | 35.883          | 13.855            | Đài Loan |
| 39   | New Britain                       | 35.145          | 13.570            | Papua New Guinea                                                                                                |
| 40   | Đảo Prince of Wales               | 33.339          | 12.872            | Canada (Nunavut)                                                                                                |
| 41   | Đảo Yuzhny (Novaya Zemlya. South) | 33.246          | 12.836            | Nga (Arkhangelsk)                                                                                               |
| 42   | Hải Nam                           | 33.210          | 12.822            | Trung Quốc (Hải Nam)                                                                                            |
| 43   | Vancouver                         | 31.285          | 12.079            | Canada (British Columbia)                                                                                       |
| 44   | Timor                             | 28.418          | 10.972            | Đông Timor và Indonesia (Đông Nusa Tenggara)                                                                    |
| 45   | Sicilia                           | 25.662          | 9.908             | Ý |

## Đảo có diện tích từ10.000–20.000km2(3.900–7.700dặmvuôngAnh)
| Hạng | Tên                                  | Diện tích (km²) | Diện tích (sq mi) | Quốc gia                                        |
| ---- | ------------------------------------ | --------------- | ----------------- | ----------------------------------------------- |
| 46   | Somerset                             | 24.786          | 9.570             | Canada (Nunavut)                                |
| 47   | Kotelny                              | 24.000          | 9.266             | Nga (Cộng hòa Sakha)                            |
| 48   | Sardegna                             | 23.949          | 9.247             | Ý                                               |
| 49   | Bananal                              | 19.162          | 7.400             | Brasil (Tocantins) (đảo sông lớn nhất thế giới) |
| 50   | Shikoku                              | 18.545          | 7.160             | Nhật Bản (Shikoku)                              |
| 51   | Halmahera                            | 18.040          | 6.865             | Indonesia (Bắc Maluku)                          |
| 52   | Seram                                | 17.454          | 6.621             | Indonesia (Maluku)                              |
| 53   | Nouvelle-Calédonie (đảo chính)       | 16.648          | 6.467             | xứ hải ngoại Nouvelle-Calédonie của Pháp        |
| 54   | Bathurst                             | 16.042          | 6.194             | Canada (Nunavut)                                |
| 55   | Đảo Vương tử Patrick                 | 15.848          | 6.119             | Canada (Các Lãnh thổ Tây Bắc)                   |
| 56   | Thurston                             | 15.700          | 6.050             | Nam Cực, không bên nào tuyên bố chủ quyền       |
| 57   | Nordaustlandet                       | 14.467          | 5.586             | Na Uy (Svalbard)                                |
| 58   | Sumbawa                              | 14.386          | 5.554             | Indonesia (Nusa Tenggara Barat)                 |
| 59   | Đảo Cách mạng Tháng Mười             | 14.204          | 5.471             | Nga (Krasnoyarsk)                               |
| 60   | Flores                               | 14.154          | 5.464             | Indonesia (Đông Nusa Tenggara)                  |
| 61   | Đảo Quốc vương William               | 13.111          | 5.062             | Canada (Nunavut)                                |
| 62   | Negros                               | 13.074          | 5.048             | Philippines (Trung Visayas và Tây Visayas)      |
| 63   | Samar                                | 12.849          | 4.961             | Philippines (Đông Visayas)                      |
| 64   | Palawan                              | 12.189          | 4.706             | Philippines (MIMAROPA)                          |
| 65   | Panay                                | 12.011          | 4.637             | Philippines (Tây Visayas)                       |
| 66   | Tupinambarana (nay phân thành 4 đảo) | 11.850          | 4.576             | Brasil (Amazonas)                               |
| 67   | Yos Sudarso                          | 11.742          | 4.534             | Indonesia (Papua)                               |
| 68   | Bangka                               | 11.413          | 4.407             | Indonesia (Quần đảo Bangka-Belitung)            |
| 69   | Đảo Ellef Ringnes                    | 11.295          | 4.361             | Canada (Nunavut)                                |
| 70   | Đảo Bolshevik                        | 11.206          | 4.327             | Nga (Krasnoyarsk)                               |
| 71   | Jamaica                              | 11.190          | 4.320             | Jamaica                                         |
| 72   | Bylot                                | 11.067          | 4.273             | Canada (Nunavut)                                |
| 73   | Sumba                                | 10.711          | 4.135             | Indonesia (Đông Nusa Tenggara)                  |
| 74   | Mindoro                              | 10.572          | 4.082             | Philippines (MIMAROPA)                          |
| 75   | Viti Levu                            | 10.531          | 4.066             | Fiji                                            |
| 76   | Hawaii                               | 10.434          | 4.029             | Hoa Kỳ (Hawaii)                                 |
| 77   | Cape Breton                          | 10.311          | 3.981             | Canada (Nova Scotia)                            |

## Đảo có diện tích từ5.000–10.000km2(1.900–3.900dặmvuôngAnh)
| Hạng | Tên                  | Diện tích (km²) | Diện tích (sq mi) | Quốc gia                                                                               |
| ---- | -------------------- | --------------- | ----------------- | -------------------------------------------------------------------------------------- |
| 78   | Đảo Vương tử Charles | 9.521           | 3.676             | Canada (Nunavut)                                                                       |
| 79   | Bougainville         | 9.318           | 3.598             | Papua New Guinea (Khu tự trị Bougainville)                                             |
| 80   | Kodiak               | 9.311           | 3.595             | Hoa Kỳ (Alaska)                                                                        |
| 81   | Síp                  | 9.234           | 3.572             | Síp, Akrotiri và Dhekelia (Khu vực căn cứ chủ quyền của Anh Quốc) và Bắc Síp           |
| 82   | Puerto Rico          | 9.100           | 3.435             | Hoa Kỳ (Puerto Rico)                                                                   |
| 83   | Đảo Komsomolets      | 8.812           | 3.402             | Nga (Krasnoyarsk)                                                                      |
| 84   | Corse                | 8.741           | 3.351             | Pháp (Corse)                                                                           |
| 85   | Disko                | 8.612           | 3.312             | quốc gia cấu thành Greenland của Vương quốc Đan Mạch                                   |
| 86   | Carney               | 8.500           | 3.300             | Nam Cực, không bên nào tuyên bố chủ quyền                                              |
| 87   | Chiloé               | 8.478           | 3.273             | Chile (Los Lagos)                                                                      |
| 88   | Buru                 | 8.473           | 3.271             | Indonesia (Maluku)                                                                     |
| 89   | Crete                | 8.350           | 3.224             | Hy Lạp (Kríti)                                                                         |
| 90   | Anticosti            | 7.941           | 3.066             | Canada (Québec)                                                                        |
| 91   | đảo Roosevelt        | 7.910           | 3.054             | Nam Cực ( New Zealand tuyên bố chủ quyền)                                              |
| 92   | Wrangel              | 7.866           | 3.037             | Nga (Khu tự trị Chukotka)                                                              |
| 93   | New Ireland          | 7.404           | 2.859             | Papua New Guinea                                                                       |
| 94   | Leyte                | 7.368           | 2.785             | Philippines (Đông Visayas)                                                             |
| 95   | Đông Falkland        | 7.040           | 2.718             | Lãnh thổ hải ngoại Quần đảo Falkland của Anh Quốc ( Argentina cũng tuyên bố chủ quyền) |
| 96   | Zealand              | 7.031           | 2.715             | Đan Mạch (Zealand và Vùng thủ đô Đan Mạch)                                             |
| 97   | Cornwallis           | 6.995           | 2.701             | Canada (Nunavut)                                                                       |
| 98   | Đảo Prince of Wales  | 6.675           | 2.577             | Hoa Kỳ (Alaska)                                                                        |
| 99   | Kerguelen            | 6.617           | 2.555             | lãnh thổ hải ngoại Vùng đất phía Nam và châu Nam Cực thuộc Pháp của Pháp               |
| 100  | Siple                | 6.390           | 2.500             | Châu Nam Cực, không bên nào tuyên bố chủ quyền                                         |
| 101  | Graham               | 6.361           | 2.456             | Canada (British Columbia)                                                              |
| 102  | New Siberia          | 6.201           | 2.394             | Nga (Cộng hòa Sakha)                                                                   |
| 103  | Melville             | 5.765           | 2.234             | Úc (Lãnh thổ Bắc Úc)                                                                   |
| 104  | Đảo Hoàng tử Edward  | 5.620           | 2.170             | Canada (Đảo Hoàng tử Edward)                                                           |
| 105  | Vanua Levu           | 5.587           | 2.157             | Fiji                                                                                   |
| 106  | Wellington           | 5.556           | 2.145             | Chile (Magallanes và Nam Cực thuộc Chile)                                              |
| 107  | Coats                | 5.498           | 2.123             | Canada (Nunavut)                                                                       |
| 108  | Bali                 | 5.416           | 2.091             | Indonesia (Bali)                                                                       |
| 109  | Chichagof            | 5.388           | 2.080             | Hoa Kỳ (Alaska)                                                                        |
| 110  | Guadalcanal          | 5.353           | 2.047             | Quần đảo Solomon                                                                       |
| 111  | Đảo Amund Ringnes    | 5.255           | 2.029             | Canada (Nunavut)                                                                       |
| 112  | Bolshoy Lyakhovsky   | 5.157           | 1.991             | Nga (Cộng hòa Sakha)                                                                   |
| 113  | Đảo St. Lawrence     | 5.135           | 1.983             | Hoa Kỳ (Alaska)                                                                        |
| 114  | Riesco               | 5.110           | 1.973             | Chile (Magallanes và Nam Cực thuộc Chile)                                              |
| 115  | Edgeøya              | 5.073           | 1.959             | Na Uy (Svalbard)                                                                       |
| 116  | Đảo Mackenzie King   | 5.048           | 1.949             | Canada (Các Lãnh thổ Tây Bắc và Nunavut)                                               |
| 117  | Trinidad             | 5.009           | 1.864             | Trinidad và Tobago                                                                     |

## Đảo có diện tích từ2.500–5.000km2(970–1.930dặmvuôngAnh)
| Hạng | Tên                   | Diện tích (km²) | Diện tích (sq mi) | Quốc gia                                                                                                  |
| ---- | --------------------- | --------------- | ----------------- | --- |
| 118  | Kolguyev              | 4.968           | 1.918             | Nga (Nenetsia)                                                                                            |
| 119  | Ilha Grande do Gurupá | 4.864           | 1.878             | Brasil (Pará)                                                                                             |
| 120  | Isabela               | 4.711           | 1.819             | Ecuador (Galápagos)                                                                                       |
| 121  | Nørrejysk             | 4.685           | 1.809             | Đan Mạch (Bắc Jutland) (là một phần của bán đảo Jutland về mặt tự nhiên cho đến năm 1825)                 |
| 122  | Lombok                | 4.625           | 1.786             | Indonesia (Nusa Tenggara Barat)                                                                           |
| 123  | Tây Falkland          | 4.531           | 1.750             | Lãnh thổ hải ngoại Quần đảo Falkland của Anh Quốc ( Argentina cũng tuyên bố chủ quyền)                    |
| 124  | Belitung              | 4.478           | 1.729             | Indonesia (Quần đảo Bangka-Belitung)                                                                      |
| 125  | Cebu                  | 4.468           | 1.725             | Philippines (Trung Visayas)                                                                               |
| 126  | Adelaide              | 4.463           | 1.723             | Không (thuộc vùng Argentina, Chile và Anh Quốc tuyên bố chủ quyền ở châu Nam Cực)                         |
| 127  | Stefansson            | 4.463           | 1.723             | Canada (Nunavut)                                                                                          |
| 128  | Madura                | 4.429           | 1.710             | Indonesia (Đông Java)                                                                                     |
| 129  | Buton                 | 4.408           | 1.699             | Indonesia (Đông Nam Sulawesi)                                                                             |
| 130  | Kangaroo              | 4.374           | 1.689             | Úc (Nam Úc)                                                                                               |
| 131  | Admiralty             | 4.362           | 1.684             | Hoa Kỳ (Alaska)                                                                                           |
| 132  | Nunivak               | 4.209           | 1.625             | Hoa Kỳ (Alaska)                                                                                           |
| 133  | Unimak                | 4.119           | 1.590             | Hoa Kỳ (Alaska)                                                                                           |
| 134  | Hoste                 | 4.117           | 1.590             | Chile (Magallanes và Nam Cực thuộc Chile)                                                                 |
| 135  | Spaatz                | 4.100           | 1.583             | Không (thuộc vùng Chile và Anh Quốc tuyên bố chủ quyền ở châu Nam Cực)                                    |
| 136  | Baranof               | 4.064           | 1.569             | Hoa Kỳ (Alaska)                                                                                           |
| 137  | Nias                  | 4.048           | 1.563             | Indonesia (Bắc Sumatera)                                                                                  |
| 138  | Espiritu Santo        | 3.956           | 1.527             | Vanuatu                                                                                                   |
| 139  | Milne                 | 3.913           | 1.511             | Quốc gia cấu thành Greenland của Vương quốc Đan Mạch                                                      |
| 140  | Malaita               | 3.836           | 1.481             | Quần đảo Solomon                                                                                          |
| 141  | Siberut               | 3.828           | 1.478             | Indonesia (Tây Sumatera)                                                                                  |
| 142  | Bohol                 | 3.821           | 1.475             | Philippines (Trung Visayas)                                                                               |
| 143  | Nam Georgia           | 3.718           | 1.450             | Lãnh thổ hải ngoại Nam Georgia và Quần đảo Nam Sandwich của Anh Quốc ( Argentina cũng tuyên bố chủ quyền) |
| 144  | Santa Inés            | 3.688           | 1.424             | Chile (Magallanes và Nam Cực thuộc Chile)                                                                 |
| 145  | Mallorca              | 3.667           | 1.416             | Tây Ban Nha (Quần đảo Baleares)                                                                           |
| 146  | Đảo Santa Isabel      | 3.665           | 1.415             | Quần đảo Solomon                                                                                          |
| 147  | Euboea                | 3.655           | 1.411             | Hy Lạp |
| 148  | Long Island           | 3.629           | 1.401             | Hoa Kỳ (New York)                                                                                         |
| 149  | Socotra               | 3.607           | 1.393             | Yemen |
| 150  | Wetar                 | 3.600           | 1.390             | Indonesia (Maluku)                                                                                        |
| 151  | Traill                | 3.542           | 1.367             | Quốc gia cấu thành Greenland của Vương quốc Đan Mạch                                                      |
| 152  | đảo Bear              | 3.500           | 1.351             | Không (thuộc vùng Argentina, Chile và Anh Quốc tuyên bố chủ quyền tại châu Nam Cực)                       |
| 153  | Andros                | 3.439           | 1.328             | Bahamas                                                                                                   |
| 154  | Vaygach               | 3.329           | 1.306             | Nga (Arkhangelsk)                                                                                         |
| 155  | Masbate               | 3.268           | 1.262             | Philippines (Bicol)                                                                                       |
| 156  | Iturup                | 3.238           | 1.250             | Nga (Sakhalin) ( Nhật Bản tuyên bố chủ quyền)                                                             |
| 157  | Makira                | 3.190           | 1.232             | Quần đảo Solomon                                                                                          |
| 158  | Mansel                | 3.180           | 1.228             | Canada (Nunavut)                                                                                          |
| 159  | Waigeo                | 3.154           | 1.218             | Indonesia (Tây Papua)                                                                                     |
| 160  | Yamdena               | 3.100           | 1.200             | Indonesia (Maluku)                                                                                        |
| 161  | Akimiski              | 3.001           | 1.159             | Canada (Nunavut)                                                                                          |
| 162  | Gotland               | 2.994           | 1.155             | Thụy Điển (Gotland)                                                                                       |
| 163  | Fyn                   | 2.985           | 1.152             | Đan Mạch (Nam Đan Mạch)                                                                                   |
| 164  | Đảo Choiseul          | 2.971           | 1.147             | Quần đảo Solomon                                                                                          |
| 165  | Revillagigedo Island  | 2.965           | 1.145             | Hoa Kỳ (Alaska)                                                                                           |
| 166  | Taliabu               | 2.913           | 1.120             | Indonesia (Bắc Maluku)                                                                                    |
| 167  | Muna                  | 2.889           | 1.115             | Indonesia (Đông Nam Sulawesi)                                                                             |
| 168  | Zemlya Georga         | 2.821           | 1.089             | Nga (Arkhangelsk)                                                                                         |
| 169  | Kupreanof             | 2.813           | 1.086             | Hoa Kỳ (Alaska)                                                                                           |
| 170  | Borden                | 2.794           | 1.079             | Canada (Các Lãnh thổ Tây Bắc và Nunavut)                                                                  |
| 171  | Manitoulin            | 2.766           | 1.068             | Canada (Ontario) (đảo hồ nước ngọt lớn nhất thế giới)                                                     |
| 172  | Unalaska              | 2.722           | 1.051             | Hoa Kỳ (Alaska)                                                                                           |
| 173  | Saaremaa              | 2.672           | 1.032             | Estonia                                                                                                   |
| 174  | Moresby               | 2.608           | 1.007             | Canada (British Columbia)                                                                                 |
| 175  | Đảo James Ross        | 2.598           | 1.004             | Không (thuộc vùng Argentina, Chile và Anh Quốc tuyên bố chủ quyền tại châu Nam Cực)                       |
| 176  | Obira                 | 2.542           | 981               | Indonesia (Bắc Maluku)                                                                                    |
| 177  | Réunion               | 2.535           | 970               | Tỉnh hải ngoại của Pháp                                                                                   |